# Carel de Moor
Carel de Moor (Leiden, 25 februari 1655 – Warmond, 16 februari 1738) was een Nederlands kunstschilder. Hij was de zoon van Carel de Moor (1627-1689). Hij was een leerling van Gerrit Dou, Frans van Mieris, Abraham Lambertsz. van den Tempel en Godfried Schalcken. Hij wordt gezien als een van de kenmerkendste portretschilders in de traditie van de Leidse 'fijnschilders'.
In 1683 werd De Moor lid van het Leidse Sint-Lucasgilde, waarvoor hij verschillende leidende functies bekleedde. Rond 1694 richtte hij samen met Willem van Mieris en Jacob Toorenvliet de Leidse Tekenacademie op, die tot 1736 bestond.
Zoon Carel Isaac de Moor (1691-1751) was eveneens portretschilder.

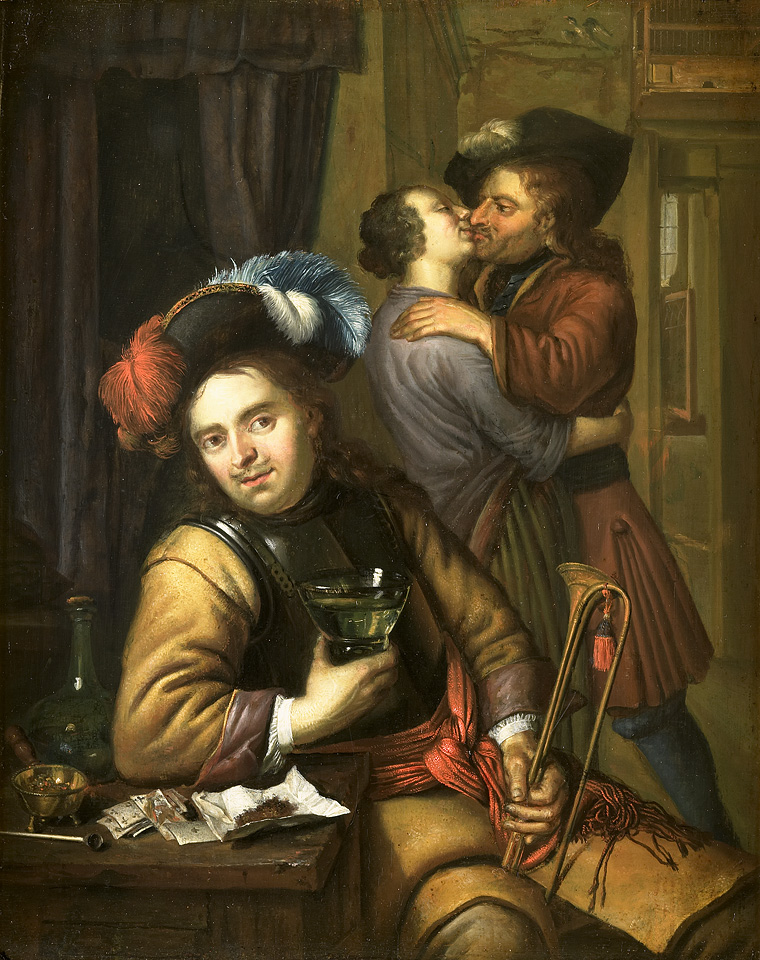
Soldatenscène (Collectie Rijksmuseum)
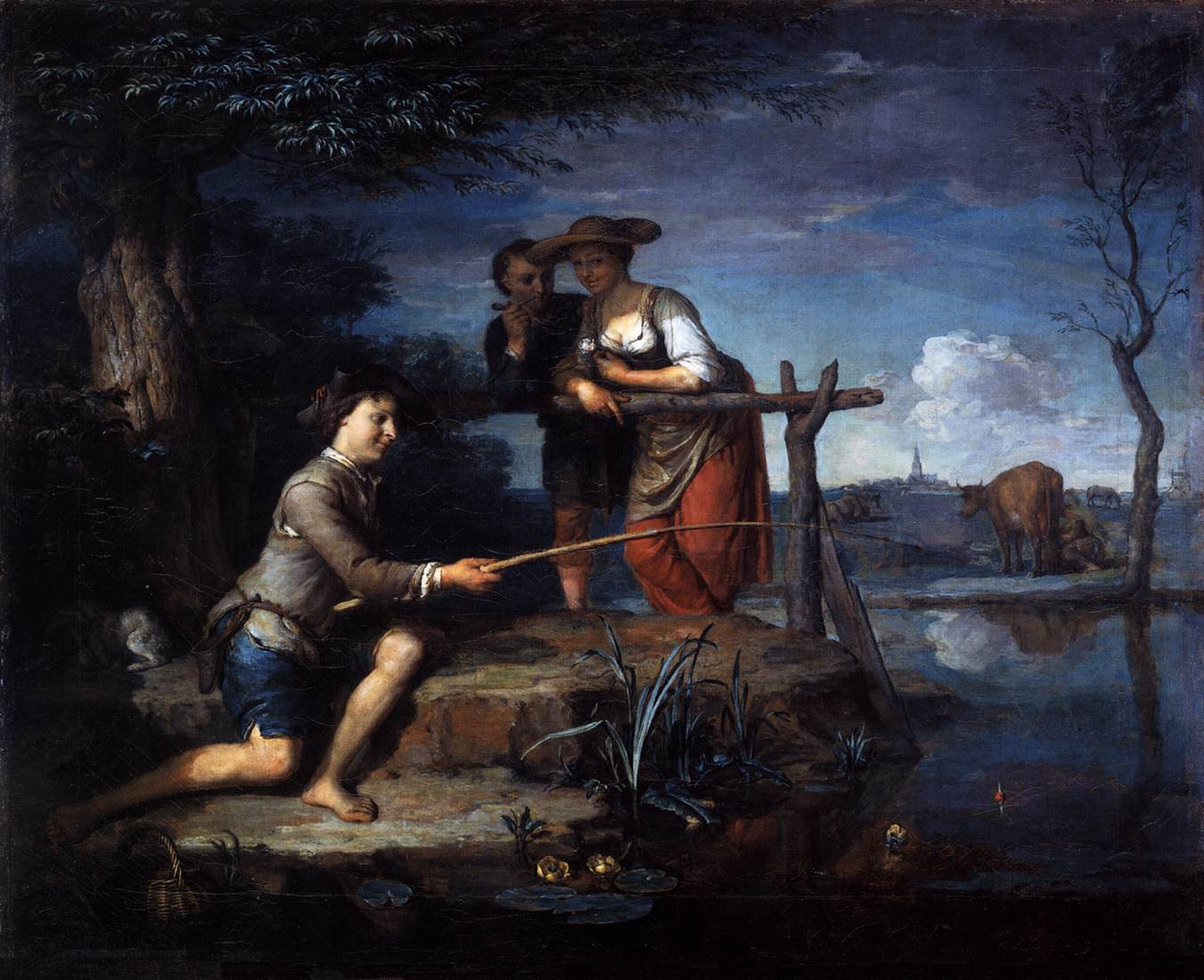
De visser
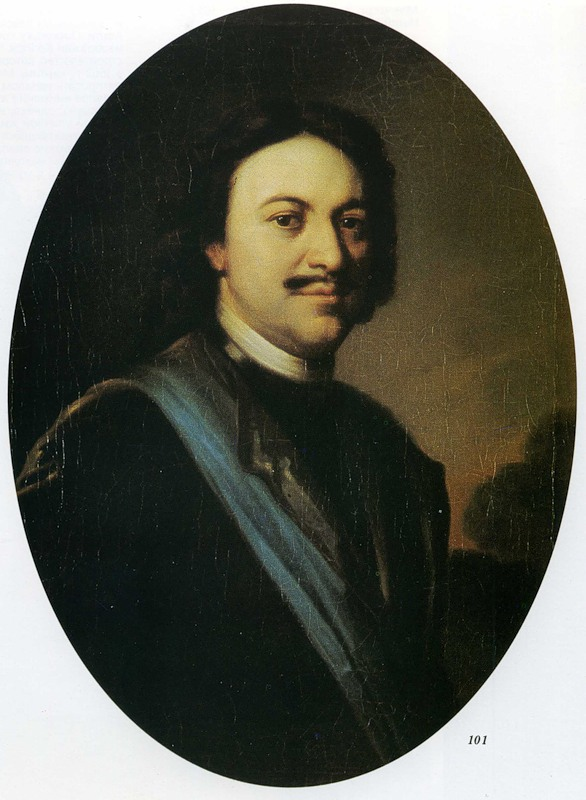
Tsaar Peter de Grote

## Publicaties
- Leidse fijnschilders. Van Gerrit Dou tot Frans van Mieris de Jonge 1630-1760. Redactie: Eric J. Sluijter, Marlies Enklaar, Paul Nieuwenhuizen. Zwolle, Waanders, 1988. ISBN 90-6630-141-4
- Arnold Houbraken: [Karel de Moor]. In: De groote schouburgh der Nederlantsche konstschilders en schilderessen (1718) (Online versie in de dbnl)

- Bibliothèque nationale de France: cb149665997 (data)
- Biografisch Portaal: 01687485
- Digitale Bibliotheek voor de Nederlandse Letteren: moor036
- Gemeinsame Normdatei: 124368611
- International Standard Name Identifier: 0000 0001 1604 4938
- KulturNav: af296037-f73a-45d5-a39c-e5941a3db8a1
- Library of Congress Control Number: no2024058982
- Nederlandse Thesaurus van Auteursnamen: 069941890
- RKD-Nederlands Instituut voor Kunstgeschiedenis: 57499
- Système universitaire de documentation: 181140489
- Union List of Artist Names: 500021259
- Virtual International Authority File: 19952515
- WorldCat: E39PBJtH3PH3fGm7gjh8Vf4cyd